# Sallah Moussaddaq
Sallah Moussaddaq, né le 23 mars 1998 à Casablanca, est un footballeur marocain jouant au poste défenseur central au Zamalek SC.

## Biographie

### En club
Formé au Raja de Casablanca, Sallah Moussaddaq est recruté par le Blanc-Mesnil SF. Il passe également par le FC Saint-Leu avant de retourner au Maroc au Rachad Bernoussi en D2 marocaine.
Le 14 août 2021, il s'engage au HUS Agadir en Botola Pro. Le 25 novembre 2021, il fait ses débuts professionnels au HUS Agadir en championnat à l'occasion d'un match face à l'OC Khouribga en remplaçant Patrick Malo à la 46ème minute (défaite, 1-2). Le 17 décembre, il reçoit sa première titularisation face au Raja CA (défaite, 1-0).
Le 28 janvier 2023, il signe au Fath US. Le 18 février, il entre pour la première fois en jeu avec le club en remplaçant Hamza El Moudene à la 89ème minute face au JS Soualem (victoire, 2-0).